# Łyska czubata

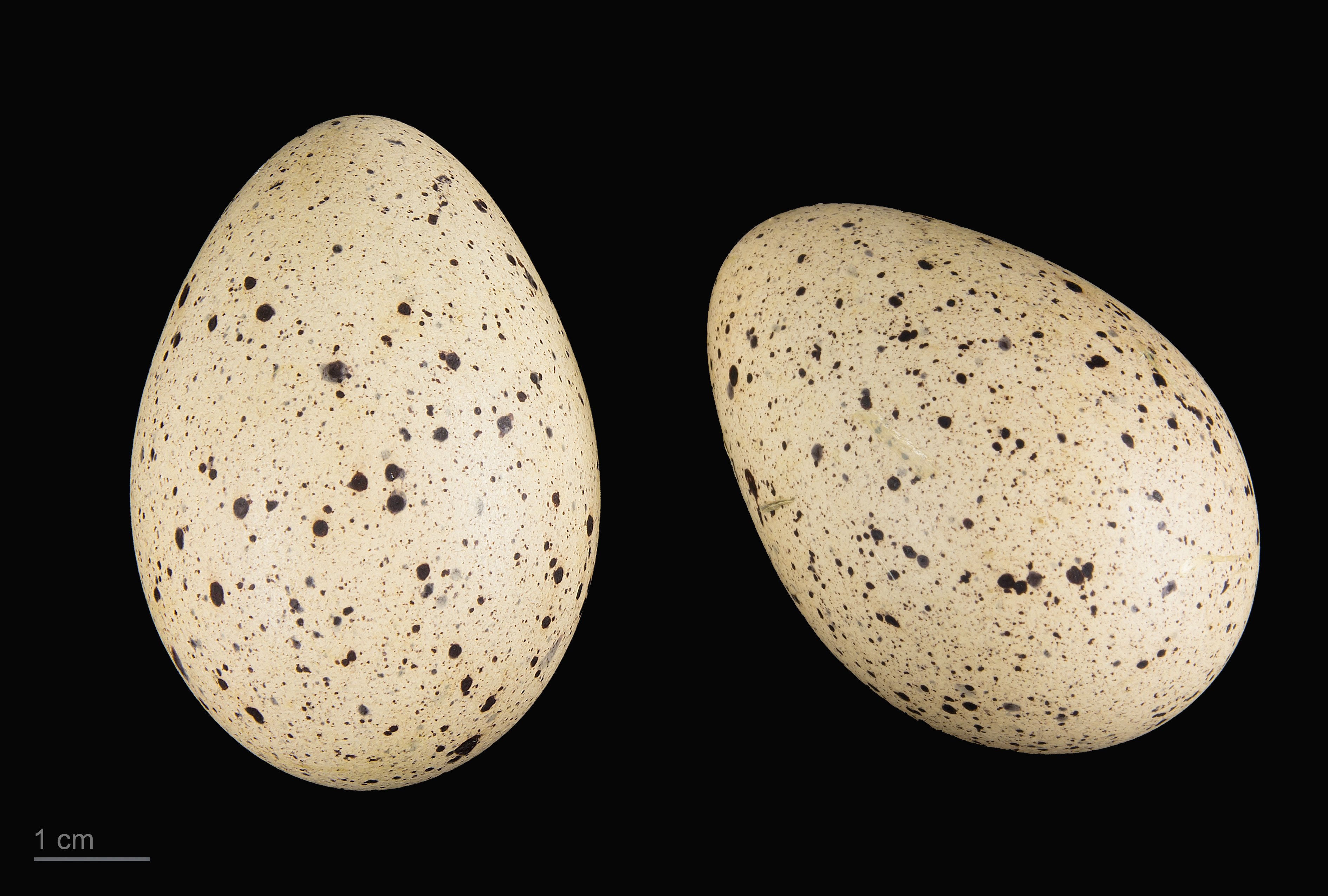
Jaja z kolekcji muzealnej

Łyska czubata (Fulica cristata) – gatunek średniej wielkości ptaka z rodziny chruścieli (Rallidae). Zamieszkuje południową i wschodnią Hiszpanię, północne Maroko, wschodnią i południową Afrykę oraz Madagaskar. Unika ludzi. Nie jest zagrożony wyginięciem. Jest to gatunek monotypowy.

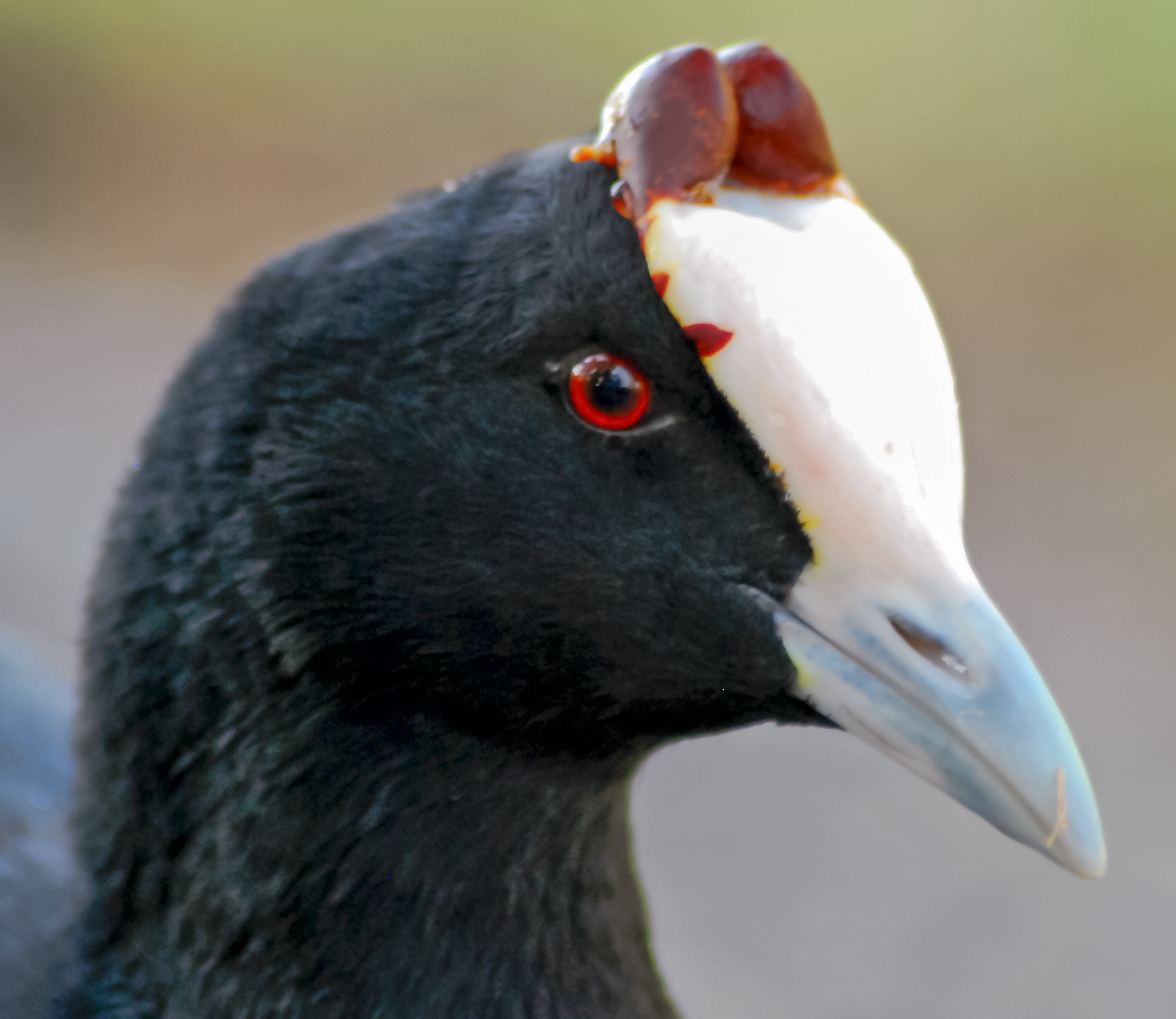
Zbliżenie głowy (sezon lęgowy)

MorfologiaRóżni się od łyski dwoma czerwonymi wyrostkami nad białą płytką czołową oraz brakiem widocznych w locie białych pasków na skrzydłach. Poza sezonem lęgowym wyrostki są zredukowane i słabo widoczne. Tęczówki ciemnoczerwone; silny, białawoniebieski dziób. Samice są podobne do samców.
Długość ciała 35–42 cm, rozpiętość skrzydeł 75–85 cm. Masa ciała: samce 770–910 g, samice 455–790 g.
BiotopŻyje na bagnach i słodkowodnych jeziorach porośniętych roślinnością.
RozródGniazduje w samotnych parach. Gniazdo to pływająca platforma z trzcin i innych roślin wodnych, turzyc i suchych liści, usytuowana wśród roślinności wodnej. W zniesieniu zwykle 4–6 jaj, ich inkubacja trwa około 20–22 dni, a zajmują się nią oboje rodzice. Pisklęta opuszczają gniazdo już po pierwszym dniu życia, pływają razem z rodzicami i jeszcze przez około miesiąc są przez nich karmione.
PożywienieŻywi się łodygami i korzeniami roślin wodnych; zjada także nasiona oraz bezkręgowce wodne, takie jak mięczaki, skorupiaki czy owady, sporadycznie padlinę.
StatusIUCN uznaje łyskę czubatą za gatunek najmniejszej troski (LC, Least Concern) nieprzerwanie od 1988 roku. W 2016 roku organizacja Wetlands International szacowała, że liczebność światowej populacji mieści się w przedziale 107 000 – 1 011 000 osobników. Europejska populacja jest bardzo mała – szacuje się ją na 25–90 par lęgowych. Globalny trend liczebności uznawany jest za spadkowy, choć niektóre populacje są stabilne.